# José Miguel Piendibene Ferrari
José Miguel Piendibene Ferrari (5 de juny de 1890 - 12 de novembre de 1969) va ser un futbolista internacional i entrenador uruguaià.

## Biografia

### Club
Piendibene va jugar amb el Club Atlético Peñarol entre 1908 i 1928. Durant aquest temps, els carboneros van guanyar sis campionats uruguaians.

### Internacional
Piendibene va debutar amb la selecció de futbol de l'Uruguai el 1909 en un partit contra l'Argentina a Buenos Aires. Durant els 14 anys que va jugar amb La Celeste, Piendibene va ser titular en 40 partits i va marcar 23 gols. El seu últim partit amb l'Uruguai va ser el novembre de 1923.
Piendibene també va participar en la Copa Amèrica de futbol de 1910, no reconeguda oficialment. En l'edició de 1916, Piendibene va marcar el primer gol del torneig durant el partit contra Xile. Acabaria el torneig amb dos gols, en segona posició a la taula de golejadors.
Piendibene també va formar part de la selecció de l'Uruguai durant els Campionats Sud-americans de futbol de 1917 i 1920. El 1917, però, no va ser titular. El 1920 va marcar el seu únic gol en tres partits.
Finalment, també va competir en representació de l'Uruguai el 1921, on la selecció acabaria tercera. En aquesta oportunitat, Piendibene va marcar un gol.

### Entrenador
Piendibene va ser entrenador del Club Atlético Peñarol el 1934, 1940 i 1941.

## Honors
- Peñarol
  - Campions de la Primera Divisió de l'Uruguai: 1911, 1918, 1921, 1924, 1926 i 1928.
- Uruguai
  - Campionat Sud-americà de futbol (Copa Amèrica): 1916, 1917 i 1920.